# Knud Arne Jürgensen
Knud Arne Jürgensen (født 8. juli 1952) er en dansk musik-, opera-, ballet- og teaterhistoriker, dramaturg, udstillingskurator, seniorforsker, kritiker, dr. phil.

## Biografi
Jürgensen læste musik- og teatervidenskab ved Københavns Universitet fra 1975 og syv år frem, men havde forinden studeret klaver først hos
Galina Werschenska og siden på Det Kongelige Danske Musikkonservatorium. Kombinationen af forskning, musik, teater og dans har fulgt ham siden.
I to omgange i slutningen af 1980’erne og midt i 1990’erne var Knud Arne Jürgensen forskningsstipendiat hos Carlsbergfondet. Arbejdet mundede ud i tre engelsksprogede monografier om den danske danser, koreograf og balletmester August Bournonville, som Jürgensen også siden har beskæftiget sig indgående med, hvilket hans anselige publikationsliste og udstillingsvirksomhed vidner om. En international temaudstilling på Det Kongelige Bibliotek samt en plancheudstilling på Det Kongelige Teater og en international webudstilling om privatpersonen Bournonville er det også blevet til.
Da Knud Arne Jürgensen i 1997 blev dr. phil., var det på en musik- og teaterhistorisk afhandling om komponisten Giuseppe Verdi og balletindslagene i hans operaer, som resulterede i vægtige Verdi-forestillinger på Berliner Staatsoper i 1999 (balletten Verdiana) og Wiener Staatsoper i 2001 (Verdi-Ballet: Ein Maskenball). Han har desuden skrevet indgående biografier om teaterkritikerne Herman Bang, Frederik Schyberg og Jens Kistrup, ligesom han var hovedredaktør og programforfatter, da de samlede orkesterværker af komponisten H.C. Lumbye blev indspillet i perioden 1998-2004. Desuden har han rekonstrueret en lang række glemte koreografier af August Bournonville efter koreografens originaloptegnelser.
Knud Arne Jürgensen var også medudgiver af partiturerne til Bournonville-balletten Et folkesagn og en række Lumbye-værker, som gave fra Det Kongelige Bibliotek til Hendes Majestæt Dronning Margrethe II 60-års-fødselsdag i 2000 og 70-års-fødselsdag i 2010. Senest har han været redaktør og konsulent for Det Kongelige Livgardes udgave af CD'en Fredensborgdage med værker af Lumbye som gave til Dronning Margrethe II i anledning af majestætens 75-års-fødselsdag i 2015.

## Karriere
Jürgensen var fra 1998 til 2010 leder af Dramatisk Bibliotek, forskningsbibliotekar, seniorforsker og fagreferent i teatervidenskab og scenisk kunst på Det Kongelige Bibliotek. Fra 2011-2017 har han været ansat som udstillingskurator, seniorforsker og formidler på Teatermuseet i Hofteatret, hvor han blandt andet har færdiggjort sin monografi om teaterkritikeren Jens Kistrup, der udkom i 2012, foruden den samlede udgave af Herman Bangs Dramatik, som udkom i 2016. Han har tillige været stipendiat på Det danske institut i Rom 2011-2012, hvor har han arbejdet på udgivelsen af partituret til den italienske barokopera Il Valdemaro af neapolitaneren Domenico Sarro, et værk, der repræsenterer en af de tidligste operaer baseret på et skandinavisk emne og udkom for første gang på tryk i en kritisk-videnskabelig udgave i 2013.
Knud Arne Jürgensen, der har siddet i adskillige faglige bestyrelser og haft en lang række tillidshverv, har publiceret flere end 30 danske og internationale fagmonografier og langt over hundrede videnskabelige artikler. Han har tillige kurateret mere end 20 danske og internationale temaudstillinger samt gæsteforelæst ved Københavns Universitet og en lang række udenlandske universiteter, museer og teaterinstitutioner i USA, Rusland, Østrig, Italien, Frankrig og Tyskland.
Han har siden 2023 været fast tilknyttet musik-, opera- og balletanmelder ved netmediet POV.INTERNATIONAL

## Hædersbevisninger
I 2005 blev Jürgensen tildelt den italienske ridderorden Cavaliere della Repubblica Italiana (OSSI, 2005) af den italienske præsident, Carlo Azeglio Ciampi.
Han har desuden modtaget en lang række danske og internationale legater og hæderspriser, blandt andre Verdi-prisen (Premio Giuseppe Verdi) i 1989, Balletmester Hans Becks Mindelegat i 1998, Dance Perspective's The Lillian Moore Prize Award i 1999 og Dronning Ingrids Romerske Legat med ophold på Det danske institut i Rom, som han har fået tildelt tre gange.

## Hovedværker (kronologisk)
- Jürgensen, Knud Arne: The Bournonville Ballets A Photographic Record 1844-1933. London, Dance Books, 1987, xvi + 179 s., ill., ISBN 0-903102-98-6

- Jürgensen, Knud Arne: The Bournonville Heritage A Choreographic Record 1829-1875. London, Dance Books, 1990, Textbook (xx + 186 s.), Piano score (x + 62 s.), ISBN 1 85273 025 0 (Textbook), ISBN 1 85273 030 7 (Piano score)

- Jürgensen, Knud Arne and Flindt, Vivi: Bournonville Ballet Technique Fifty Enchaînements, London, Dance Books, 1992. Textbook (xxix + 111 s., ill.) + Piano score (vi + 37 s., ill.) + DVD eller VHS Video casette (Dance Video 3), ISBN 1 85273 035 8 (Textbook), ISBN 1 85273 036 6 (Piano score)

- Jürgensen, Knud Arne: The Verdi Ballets. Parma, Istituto Nazionale di Studi Verdiani, 1995. 398 s. ill., ISBN 88-85065-12-0

- Jürgensen, Knud Arne: The Bournonville Tradition. The First Fifty Years 1829-1879. I: A Documentary Study. II: An annotated bibliography of the choreography and the music, the chronology, the performing history, and the sources. London, Dance Books, 1997, 2 bind, 201 + 468 s., ill., ISBN 1 85273 055 2 (Volume I), ISBN 1 85273 056 0 (Volume II), ISBN 1 85273 075 7 (Volumes I & II)

- Jürgensen, Knud Arne (udg.): August Bournonville: My dearly beloved Wife! Letters from France and Italy 1841. Introduction and annotations by Knud Arne Jürgensen, Translated from the Danish by Patricia N. McAndrew (Dance Books, Alton, 2005, 192 s., ill., ISBN 1 85273 106 0

- Jürgensen, Knud Arne (udg.): August Bournonville, Études Chorégraphiques (1848-1855- 1861). A cura di/Sous la direction de/Edited by Knud Arne Jürgensen e/et/and Francesca Falcone (Libreria Musicale Italiana, Lucca, 2005, 356 s., ill., ISBN 88-7096-401-9

- Jürgensen, Knud Arne (udg.): Digterens & Balletmesterens luner, H.C. Andersens og August Bournonvilles brevveksling Udgivet med indledning og kommentar af Knud Arne Jürgensen (Gyldendal, København, 2005, 268 s., ill., ISBN 87-02-03751-3).

- Jürgensen, Knud Arne: Dramaturgiske Pennetegninger. Herman Bang som teateressayist. En antologi. Udgivet og kommenteret af Knud Arne Jürgensen (Odense, Syddansk Universitetsforlag, 2007, I-XXIV + 452 s., ill., ISBN 978-87-7674-190-7

- Jürgensen, Knud Arne: Et Folkesagn, 1.-3. akt. Udgivet af Anne Ørbæk Jensen, Knud Arne Jürgensen og Niels Krabbe. Partitur, 2 bind. (København, Niels W. Gade Works/Werke VI:2a + 2b/J. P. E. Hartmann Udvalgte Værker/Selected Works/Ausgevählte Werke IV:2, 2009, I-XLVI + 165 s. + 163 s. & 363 s., folio, ill., ISBN 87-90230-18-3 (bind 1), ISBN 87-90230-19-1 (bind 2), ISMN 979-0-706763-11-8 (bind 1-2)).

- Jürgensen, Knud Arne: Bifald og Bølgebryder. Frederik Schybergs teaterkritik. En antologi. Udgivet og kommenteret af Knud Arne Jürgensen (Odense, Syddansk Universitetsforlag, 2009, I-XX + 382 s., ill., ISBN 978-87-7674-421-2

- Jürgensen, Knud Arne: Teatrets fortællinger. Jens Kistrups teaterkritik. En Antologi. Udgivet og kommenteret af Knud Arne Jürgensen (Odense, Syddansk Universitetsforlag, 2013, I-XL + 484 s., ill., ISBN 978-87-7674-642-1

- Jürgensen, Knud Arne (ed.) : Il Valdemaro, Dramma per musica di Domenico Sarro (1726). Edizione critica a cura di Knud Arne Jürgensen. Roma, Analecta Romana Instituti Danici Supplementum XLIII. Edizione Quasar di Severino Tognon srl., juli 2013, Partitur, indledning, revisionsberetning, ill., LXXX + 605 s., ISBN 978-88-7140-517-9

- Jürgensen, Knud Arne : Mandarinen Flemming Flindt - et teaterliv. Under medvirken af Vivi Flindt. (København, Gyldendal, 2019, 468 s., ill., ISBN 978-87-02-27737-1